# Бунтарі (телесеріал, 2004)
«Бунтарі» (ісп. Rebelde) — мексиканська теленовела виробництва Televisa. Прем'єрний показ відбувся на каналі Las Estrellas 4 жовтня 2004 — 2 червня 2006 років. Римейк аргентинського телесеріалу «Буремний шлях» (2002—2003).

## Сюжет
«Elite Way» — школа-інтернат, де вчаться діти з заможних верств суспільства, а також учні-стипендіати. Шестеро друзів  — Мія Колуччі, "шкільна королева", Роберта Пардо, дочка відомої співачки Альми Рей, Дієго Бустаманте, син політика Леона Бустаманте, Мігель Аранго, учень-стипендіат з Монтеррея, Лупіта Фернандес, яка мріє стати лікарем, та Джованні Мендес Лопес, син багатого м'ясника, яких об'єднує любов до музики, створюють музичний гурт RBD. Одночасно у школі діє таємна підліткова організація «Ложа», яка вчиняє жорстокі провокації проти тих, хто вчиться по стипендії.

## У ролях
- Анаї — Мія Колуччі
- Дульсе Марія — Роберта Пардо
- Альфонсо Еррера  — Мігель Аранго
- Крістофер Укерманн  — Дієго Бустаманте
- Нінель Конде — Альма Рей
- Хуан Феррара — Франко Колуччі
- Енріке Роча — Леон Бустаманте
- Летисія Пердігон — Майра Фернандес
- Майте Перроні — Лупіта Фернандес
- Крістіан Чавес — Джованні Мендес Лопес
- Сорайда Гомес — Хосе Лухан Ландерос
- Анжеліка Боєр — Вікторія Пас
- Карла Коссіо — Пілар Гандія Росалес
- Естефанія Вільяреаль — Селіна Феррер Мітре
- Тоні Далтон — Гастон Дієстро
- Дієго Бонета — Рокко Бесаурі
- Едді Вілард — Тео Руїс-Паласіос
- Джек Дуарте — Томас Гойколеа Кантум
- Феліпе Нахера — Паскуаль Гандія Перес
- Антоніо Саїнс — Іньякі Уркола дос Сантос
- Тіаре Сканда — Галія Росалес де Гандія
- Рональд Дуарте — Джек Лізальді Хейді
- Фернанда Полін — Ракель Сендер
- Лурдес Канале — Ільда Акоста
- Ектор Гомес — Іларіо Ортіс
- Джессіка Салазар — Валерія Олівер
- Марія Фернанда Гарсія — Алісія Салазар
- Педро Вебер — Петер
- Ніколас Крініс — Жако
- Франсіско Авенданьйо — Густаво Руїс
- Роберто Міранда — Косме Мендес
- Хорхе Понсе — Хорхе Лукірін
- Алехандра Пеніче — Даміана Мітре де Феррер
- Аріана Пелісьєр — Нора Гойколеа
- Патрисія Мартінес — Луїса Лопес
- Херардо Клейн — Рікардо Даніель Феррер
- Рафаель Інклан — Гільєрмо Васкес (Нік)
- Родріго Нехме — Ніко Убер Аюте
- Гретель Вальдес — Рената Лізальді
- Мігель Родарте — Карло Колуччі
- Марія Фернанда Мало — Соль де ла Ріва
- Жаклін Вольтер — Флоренсія Мільян де Пас
- Лісардо Гарінос — Мартін / Октавіо Реверте
- Наілея Норвінд — Марина Касерес
- Вівіана Рамоса — Лола Аррегі
- Аллісон Лосано — Б'янка Делайт
- Рената Флорес — Артемісія
- Лусеро Ландер — доктор Реєс
- Гіларі Дафф — у ролі самої себе
- Ленні Кравіц — у ролі самого себе
- Тіціано Ферро — у ролі самого себе

## Нагороди та номінації
TVyNovelas Awards (2006)
- Найкраща молода акторка (Дульсе Марія).
- Найкраща музична тема (RBD).
- Номінація на найкращу теленовелу (Педро Даміан).
- Номінація на найкращу акторку (Нінель Конде).
- Номінація на найкращого актора (Хуан Феррара).
- Номінація на найкращого лиходія (Енріке Роча).
- Номінація на найкращу акторку другого плану (Летисія Пердігон).
- Номінація на найкращого актора другого плану (Рафаель Інклан).
- Номінація на найкращу молоду акторку (Анаї).
- Номінація на найкращого молодого актора (Альфонсо Еррера).
- Номінація на найкращого молодого актора (Крістофер Укерманн).
- Номінація на найкращу режисерську роботу (Луїс Пардо, Хуан Карлос Муньйос, Феліпе Нахера).